# Fraude científica
Fraude científica ocorre quando é feita a divulgação de um experimento científico contendo informação falsa ou insuficiente.
A alteração deliberada de quaisquer dos verdadeiros dados de um experimento é considerada fraude científica: autoria indevida, dados de realização falsos, resultados falsos, etc.

## Exemplos
Um caso famoso de fraude científica foi o Escândalo de Hwang, envolvendo o cientista sul-coreano Woo-Suk Hwang, que publicou na revista Science um artigo científico descrevendo uma bem-sucedida obtenção de embriões humanos por clonagem. Posteriormente, provou-se que os resultados foram forjados.Doutora 
Anna O. Szust, uma doutorada em História das Ciências Sociais que, apesar de nunca ter publicado um único artigo científico e não ter nenhuma experiência como revisora ou editora, foi aceita como editora por várias revistas científicas

## Fraude científica flagrante
Fraude científica flagrante acontece quando é feita a divulgação de qualquer trabalho dito de estatuto científico mas contendo informação falsa, enganosa ou distorcida dos verdadeiros dados de um experimento no momento em que os cientistas e quaisquer um do publico podem visualizá-la. Há a ocorrência dessa prática citada na literatura:
1. Cientistas americanos foram pressionados a anunciar que o HIV era a causa da AIDS mesmo sem ser comprovadamente provado, devido a glória e os créditos pela descoberta do vírus, que eventualmente seria concebida à nação americana, uma questão de patriotismo: "Gallo estava certamente cometendo fraudes científicas flagrantes e abertas", disse Sonnabend na revista SPINE, onde abordou que nenhuma informação estava escondida, mas mesmo assim o anuncio foi aceito por uma questão de patriotismo.[5]
2. Em junho de 2002, a Merck e a Shering-Plough iniciaram um estudo sobre o colesterol denominado "ENHANCE" para testar a eficácia da sua droga chamada Vytorin. Os resultados do estudo foram obscuros e não confiáveis. Alguns não eram biologicamente plausíveis, ou seja, as imagens estavam mostrando coisas que não poderiam existir no corpo humano. Após os resultados do estudo, eles decidiram mudara a definição do que o estudo estava medindo, depois do fato. A comunidade médica expressou indignação, e muito depois foi anunciada uma investigação da Merck que foi flagrada aparentemente tentando cometer fraude científica nos resultados do estudo Vytorin.[6]
3. De acordo com o documento "The dangers of creationism in education" de 2007, Lecointre mostra que as idéias intelectuais de Design Inteligente são anti-ciência e que consiste em uma atividade que implica na fraude científica flagrante e engano intelectual.[4][7]
4. O biólogo Paul Kammerer, pesquisador ligado ao Instituto de Biologia Experimental de Viena, na Áustria, que em 1909 divulgou uma suposta pesquisa que afirmava que sapos terrestres que copulavam na água sofriam modificações biológicas para melhor adaptação em ambiente líquido e que estas mudanças eram transmitidas geneticamente para suas proles, isto é, houve uma mudança genética impulsionada pelo meio e que foi, posteriormente, transmitida hereditariamente. Contudo, o pesquisador não ofereceu nenhum dos sapos pesquisados aos pares que queriam refutar ou confirmar a descoberta. Apenas um espécime foi dissecado por um especialista de anfíbios do Museu de História Natural de Nova Iorque, que descobriu que o animal havia recebido uma injeção de tinta-da-china em suas extremidades. A fraude foi portanto descoberta e publicada na Nature, levando Paul Kammerer a obscuridade. O biólogo suicidou-se algumas semanas depois da publicação do artigo.[8][9][10]